# Giuseppe Mentessi
Giuseppe Mentessi, né à Ferrare le 29 septembre 1857, et mort à Milan le 14 juin 1931, est un peintre italien.

## Biographie
Fils de Michele et de Teresa Bentini, modestes commerçants de la ville, Giuseppe Mentessi poursuit des études artistiques grâce à sa mère après la mort de son père en 1864. Il entre à la Scuola d’ornato del Civico Ateneo ferrarese et y rencontre Gaetano Previati, qui le recommanda pour entrer, après sa formation à Ferrare et à  Parme (de 1873 à 1876, Regia Accademia di Parma où il obtint une médaille d'or  pour Atrio d'un camposanto  en ornementation et scénographie), à l'Académie des beaux-arts de Brera en 1877 et avec qui il garda cette amitié toute sa vie.
Son œuvre symboliste s'inspire également de sujets réalistes et sociaux (Panem nostrum quotidianum, 1895), de sujets religieux (Vision triste, Venise, 1899), et de portraits à la fin de sa vie (Gioie materne, 1928)
Il meurt le 14 juin 1931 et est enterré au cimetière monumental de la Chartreuse de Ferrare.

## Œuvre conservé
- Museo dell'Ottocento, Ferrare :
  - Venezia, sagrato della Basilica di San Marco, 1887-1890,
  - Panem nostrum quotidianum, 1894-1895,
  - Pace, 1907,
  - Autoritratto, 1926,
- Venise : Visione triste, 1899, Galleria internazionale d'arte moderna[1].

Son œuvre rassemble de multiples esquisses sur carnets qui font partie des expositions.

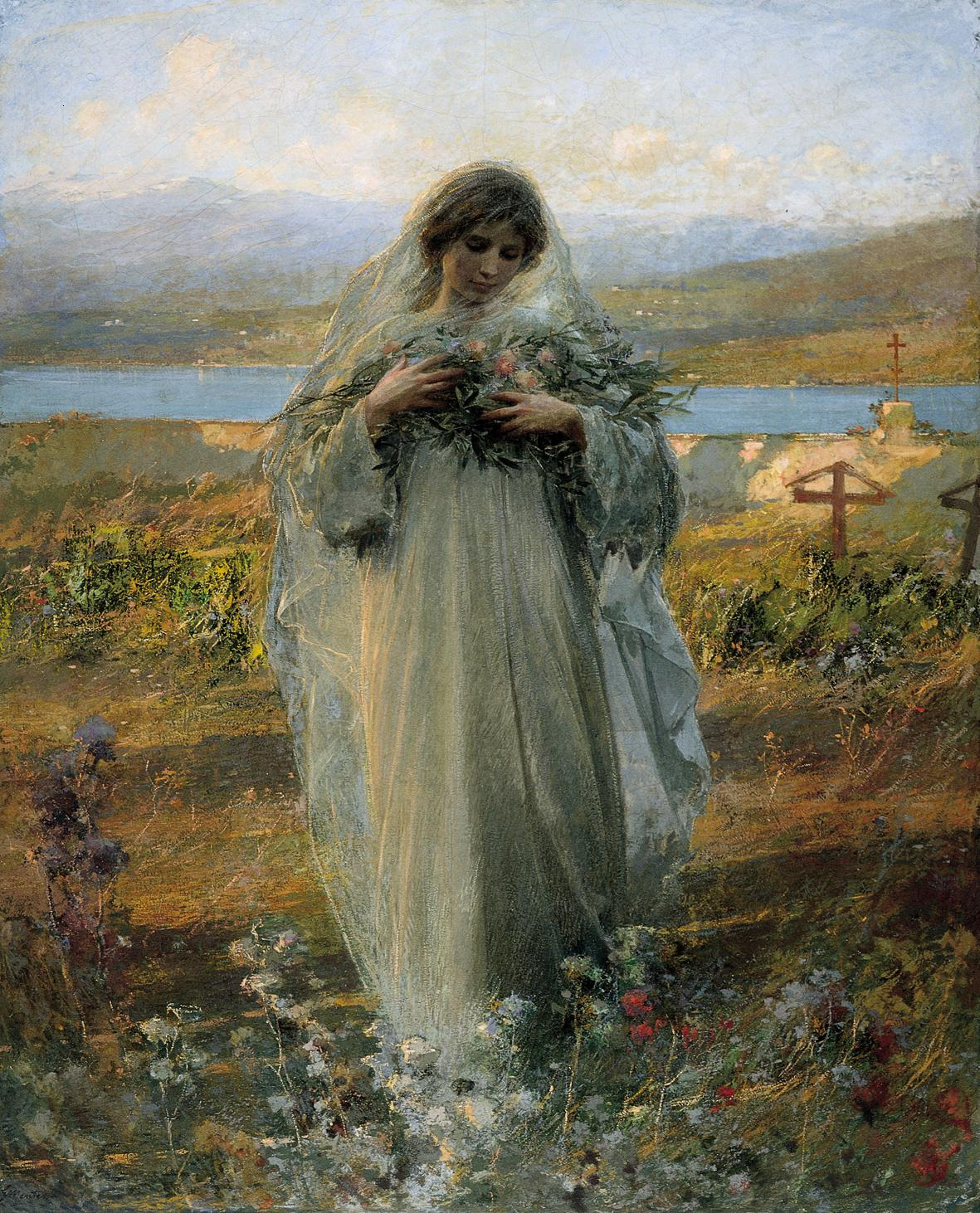
Pace.
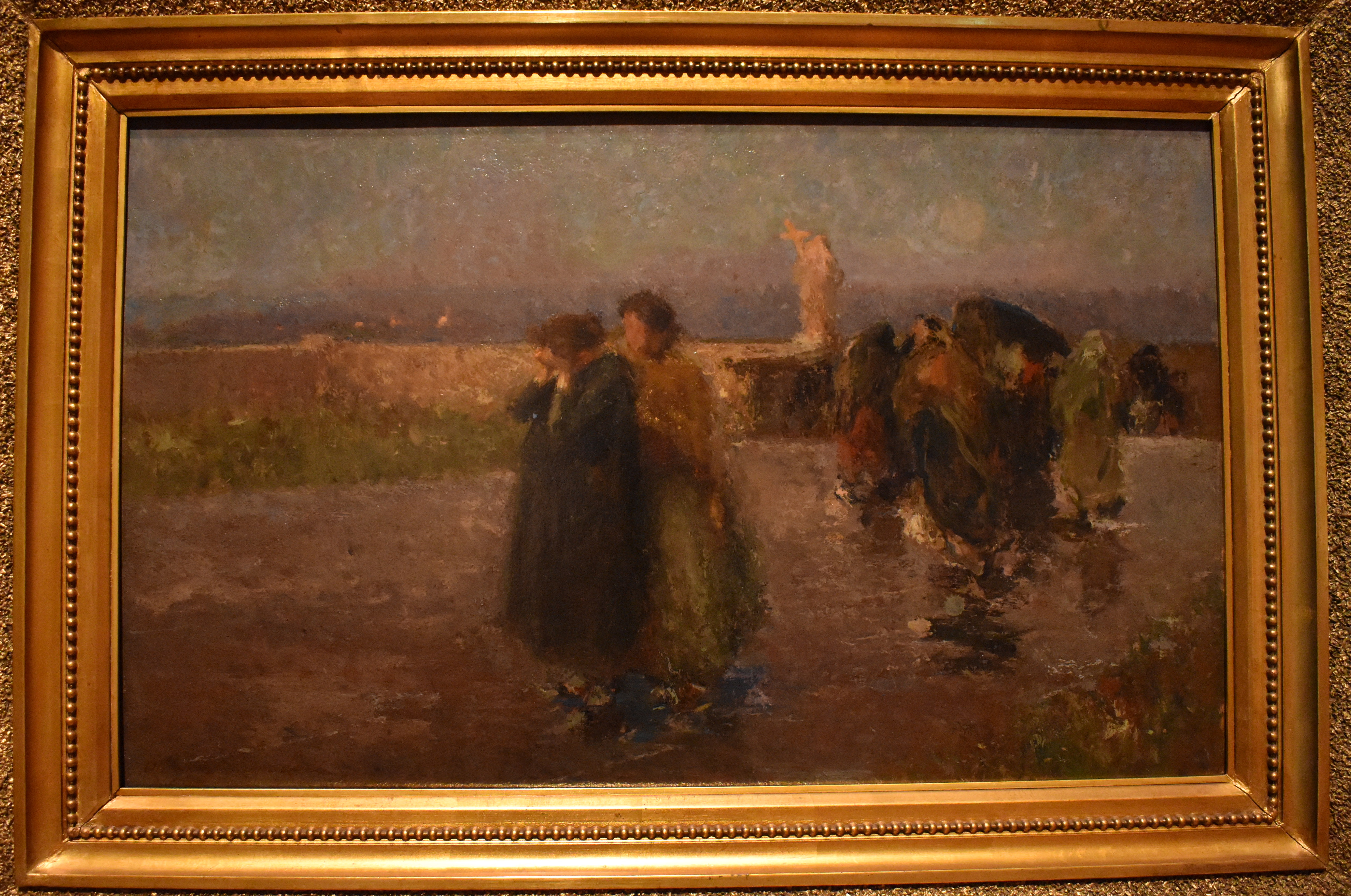
Étude pour Ora triste.
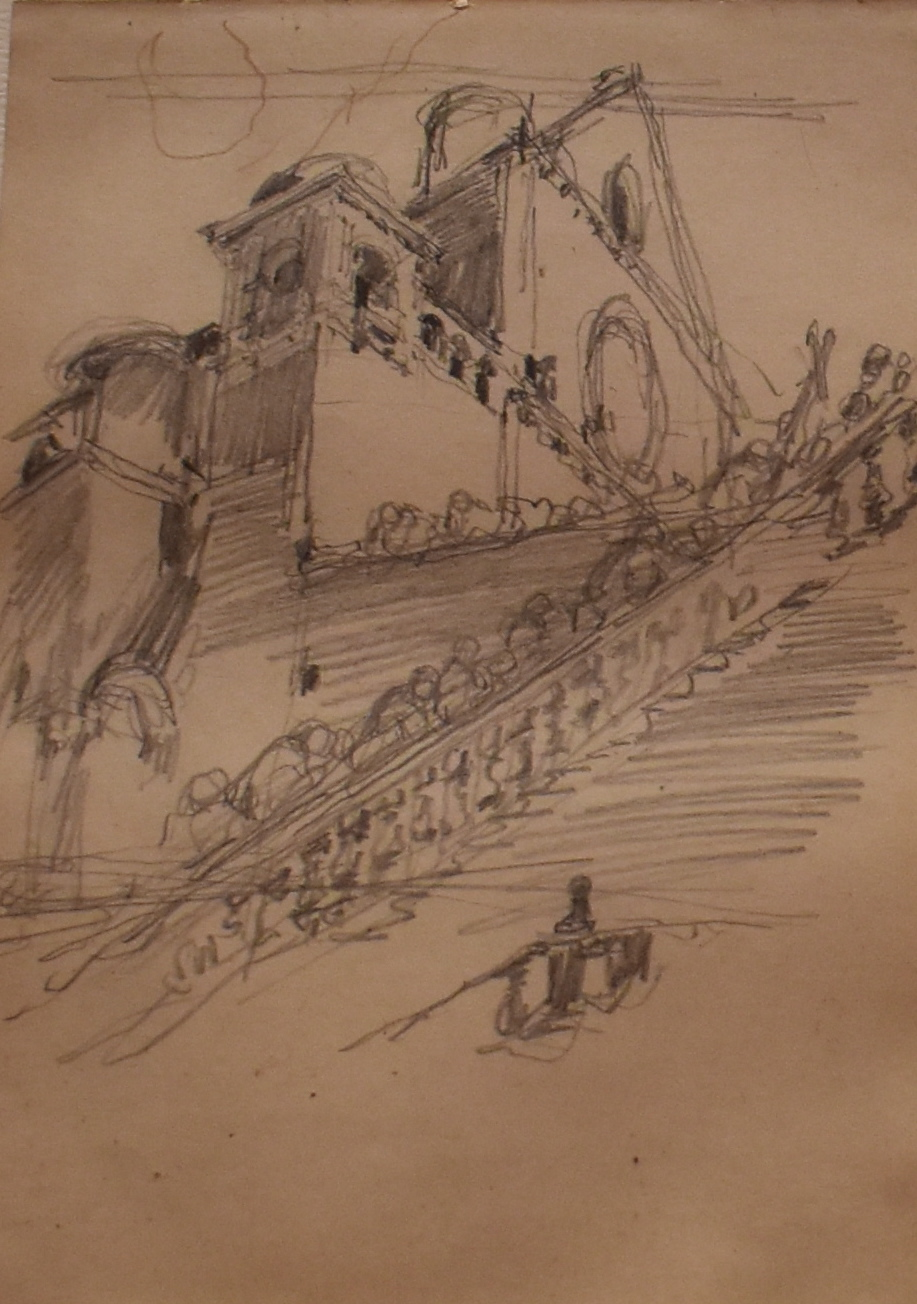
Carnet de croquis sur Assise.

## Élèves
- Gian Emilio Malerba